# Biescas
Biescas es un municipio de España, perteneciente a la comarca de Alto Gállego, provincia de Huesca (Aragón). Su población es de 1609 habitantes (INE 2024).

## Geografía
Biescas está situado a 875 m s. n. m. a orillas del río Gállego, constituyendo la puerta de acceso al valle de Tena. Distante 16 km de Sabiñánigo y a 72 km de Huesca capital, es un nudo de comunicación importante entre la Jacetania y el Alto Sobrarbe.
Es punto de conexión con el valle del río Ara a través del puerto de montaña de Cotefablo y villa-puente sobre el cauce del Gállego.

La distribución del casco urbano es alargada y paralela al río, diferenciándose dos áreas de altitud dispar: al oeste, el barrio de San Pedro, zona de ensanche y nuevas construcciones, y al este, el del Salvador, a su vez formado por el barrio Alto o «La Peña» y el barrio Bajo, donde se localizan el comercio y la administración.

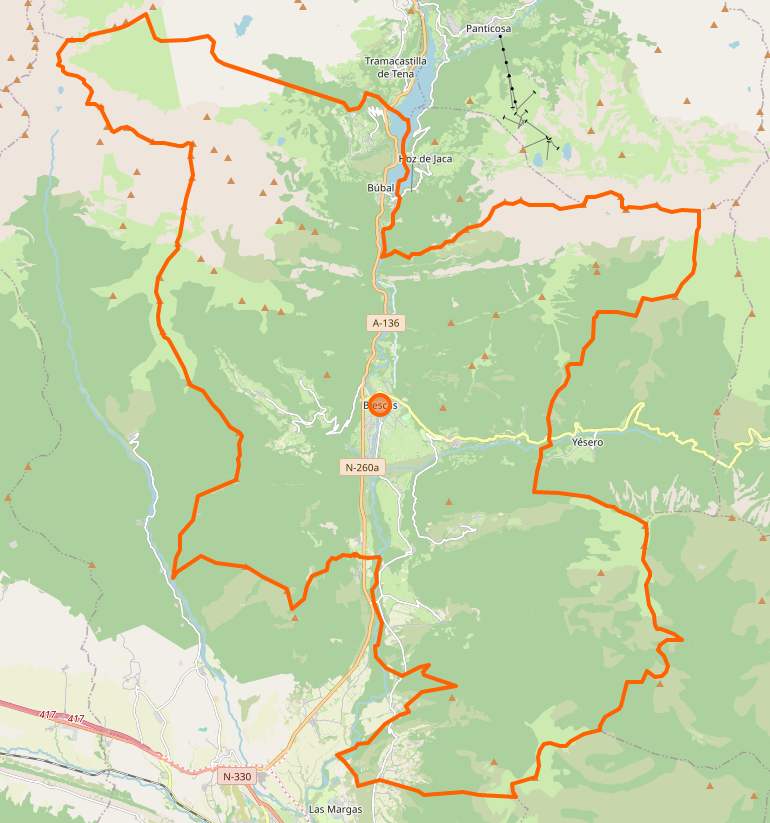
Mapa del suelo de Biescas
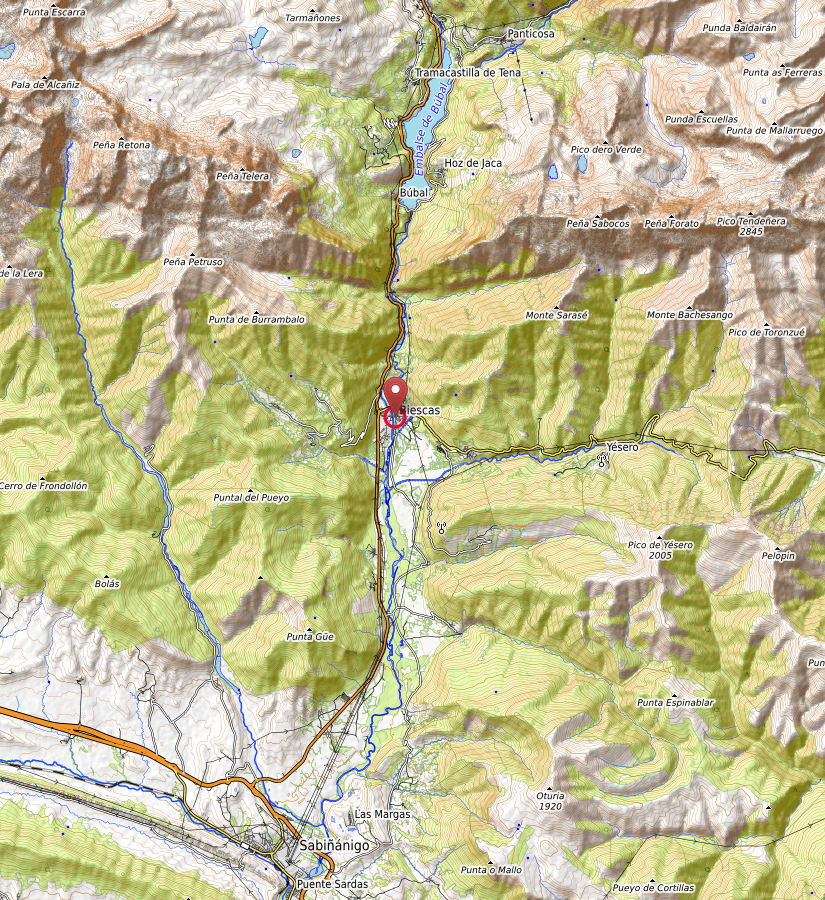
Mapa topográfico de Biescas

## Toponimia
El nombre de Biescas parece provenir del vocablo preindoeuropeo bizka, significando «altozano» o «colina», semejante a otros topónimos de lugares cercanos como Bescós o Biscarrués.
Aunque hay documentos de los siglos IX y X donde aparecen los nombres de Biascas o Biascasa, se piensa que se refieren a Biescas de Campo, llamado también Biascas de Obarra, y no a la villa del Alto Gállego. Parece que la primera vez que Biescas aparece documentada es en el Cartulario de San Juan de la Peña, entre 1020 y 1030 aunque también se le han aplicado otros nombres 1391 aparece como Biescas Sobirón.

## Historia

### Prehistoria

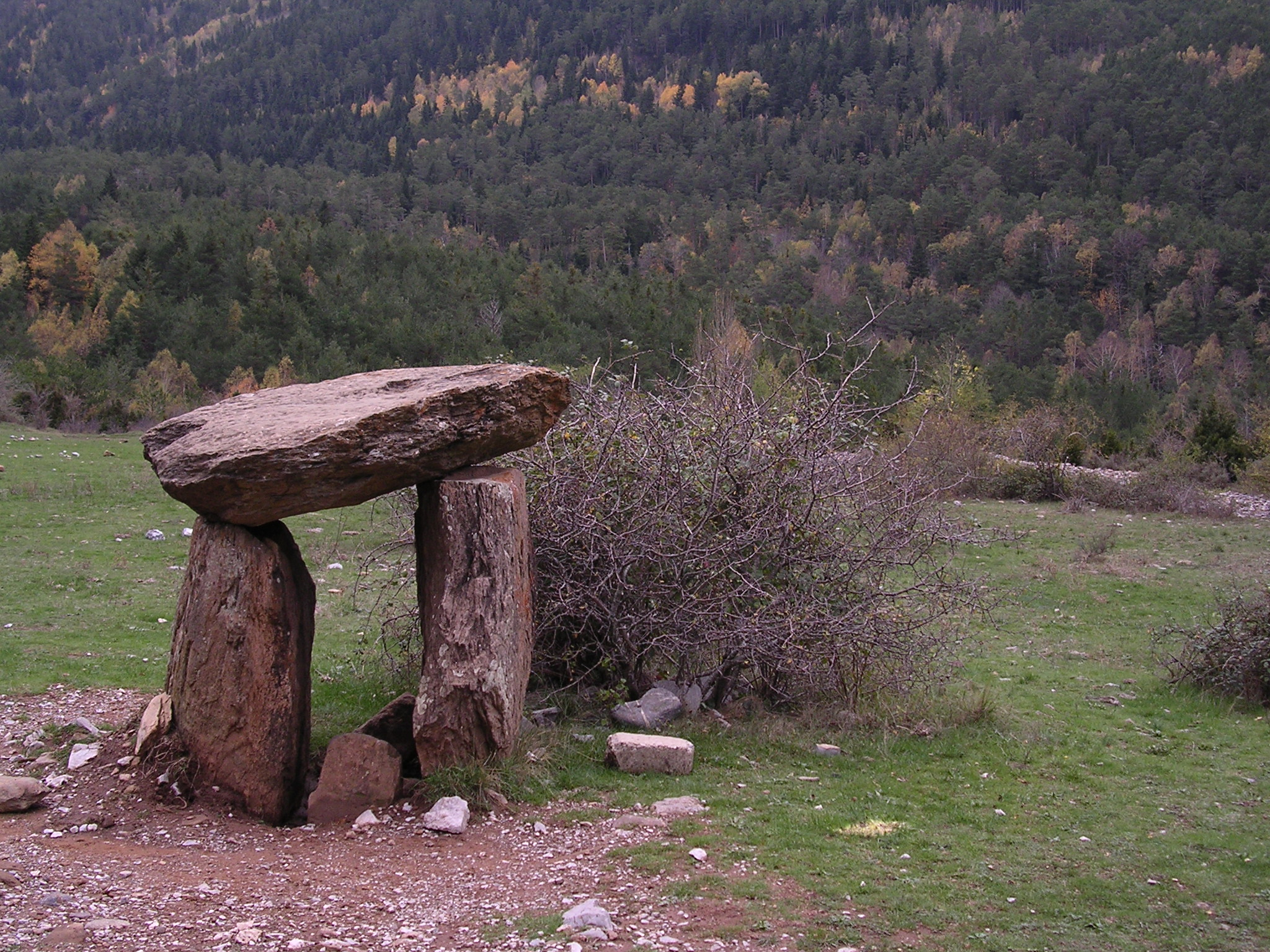
Dolmen de Santa Elena, construcción megalítica del Eneolítico

Los testimonios más antiguos de presencia humana en Biescas son las cistas eneolíticas —monumentos megalíticos funerarios— de la explanada de Santa Engracia, que pueden ser incluso anteriores al III Milenio a. C. Una de ellas, la que puede verse en la actualidad, ha sido reconstruida.

### Edad Antigua
De la época romana quedan los restos de la calzada que se internaba por el Valle de Tena.

### Edad Media
Es en la Edad Media cuando Biescas, dada su situación estratégica como cruce de caminos, empezó a formarse como tal.  
Entre 1062 y 1093 su tenente fue Sancho Aznarez I de Bagón, siendolo también de Ainielle, Castejón de Sobrarbe, Perarrúa, San Esteban, Secorún y Senegüé.
Biescas fue desde siempre villa de realengo y, en lo eclesiástico, siempre hubo dos parroquias, San Salvador y San Pedro, aunque se tiene noticia de dos templos más, San Torcuato y San Esteban.
Igualmente se sabe que la ermita de Santa Elena fue "reconstruida" en 1253 por Jaime I el Conquistador y dotada con privilegios por Fernando el Católico en 1484 y por Carlos I en 1525.
La ermita de la Virgen de la Collada es también medieval, aunque sus restos arquitectónicos son posteriores.

### Edad Moderna
En el siglo XVI, Felipe II ordenó fortificar el Estrecho de Santa Elena para proteger sus reinos de posibles amenazas procedentes de más allá de los Pirineos. Con este fin, en la vecina Jaca se edificó la Ciudadela, así como otras defensas aún visibles en los valles del Aragón y del Ara.
En ese contexto, los días 6 y 7 de febrero de 1592, ochocientos bearneses invadieron y ocuparon Biescas y el Valle de Tena durante once días, siendo luego derrotados en el barranco des Luterians.

### Edad Contemporánea
A mediados del siglo XIX, el historiador Pascual Madoz describe la villa como «de terreno áspero en su totalidad. Cruza el término el camino que desde Huesca conduce a Francia. Los demás son locales y todos se hallan en mal estado».
Durante la Guerra Civil, Biescas se vio involucrada en la batalla de Sabiñánigo —entre septiembre y noviembre de 1937—, en la que la 43.ª y la 27.ª divisiones del Ejército de la República lanzaron una ofensiva contra la I Brigada de la 51.ª División Nacional y voluntarios como los Panteras del Valle de Tena y la Compañía de Esquiadores.
Biescas fue conquistada por efectivos republicanos al comienzo de dicha ofensiva, estimándose que, durante el transcurso de la batalla, el número total de bajas fue de unos 6000 combatientes.
El suceso más destacado en la segunda mitad del siglo XX, fue la riada del camping Las Nieves, a menos de 1 km aguas abajo de Biescas.
En la tragedia, acaecida el 7 de agosto de 1996, perdieron la vida ochenta y siete personas.

## Demografía
Biescas cuenta con una población de 1609 habitantes (INE 2024).
| Gráfica de evolución demográfica de Biescas entre 1842 y 2021 |
| |
| Población de derecho según los censos de población del INE Población de hecho según los censos de población del INEEntre el censo de 1970 y el anterior, crece el término del municipio porque incorpora a Barbenuta, Escuer, Gavín y una parte de Oliván Entre el censo de 1981 y el anterior, crece el término del municipio porque incorpora a Aso de Sobremonte y Piedrafita de Jaca |

### Población por núcleos
Desglose de población según el Padrón Continuo por Unidad Poblacional del INE.
| Núcleos             | Habitantes (2021) |
| ------------------- | ----------------- |
| Aso de Sobremonte   | 35                |
| Barbenuta           | 11                |
| Betés de Sobremonte | 11                |
| Biescas (localidad) | 1173              |
| Escuer              | 34                |
| Espierre            | 3                 |
| Gavín               | 112               |
| Javierre del Obispo | 16                |
| Oliván              | 28                |
| Orós Alto           | 29                |
| Orós Bajo           | 22                |
| Piedrafita de Jaca  | 49                |
| Yosa de Sobremonte  | 27                |

Además el término municipal incluye los despoblados de Búbal, Polituara, Saqués, Ainielle, Susín, Berbusa y Casbas de Jaca.

## Economía

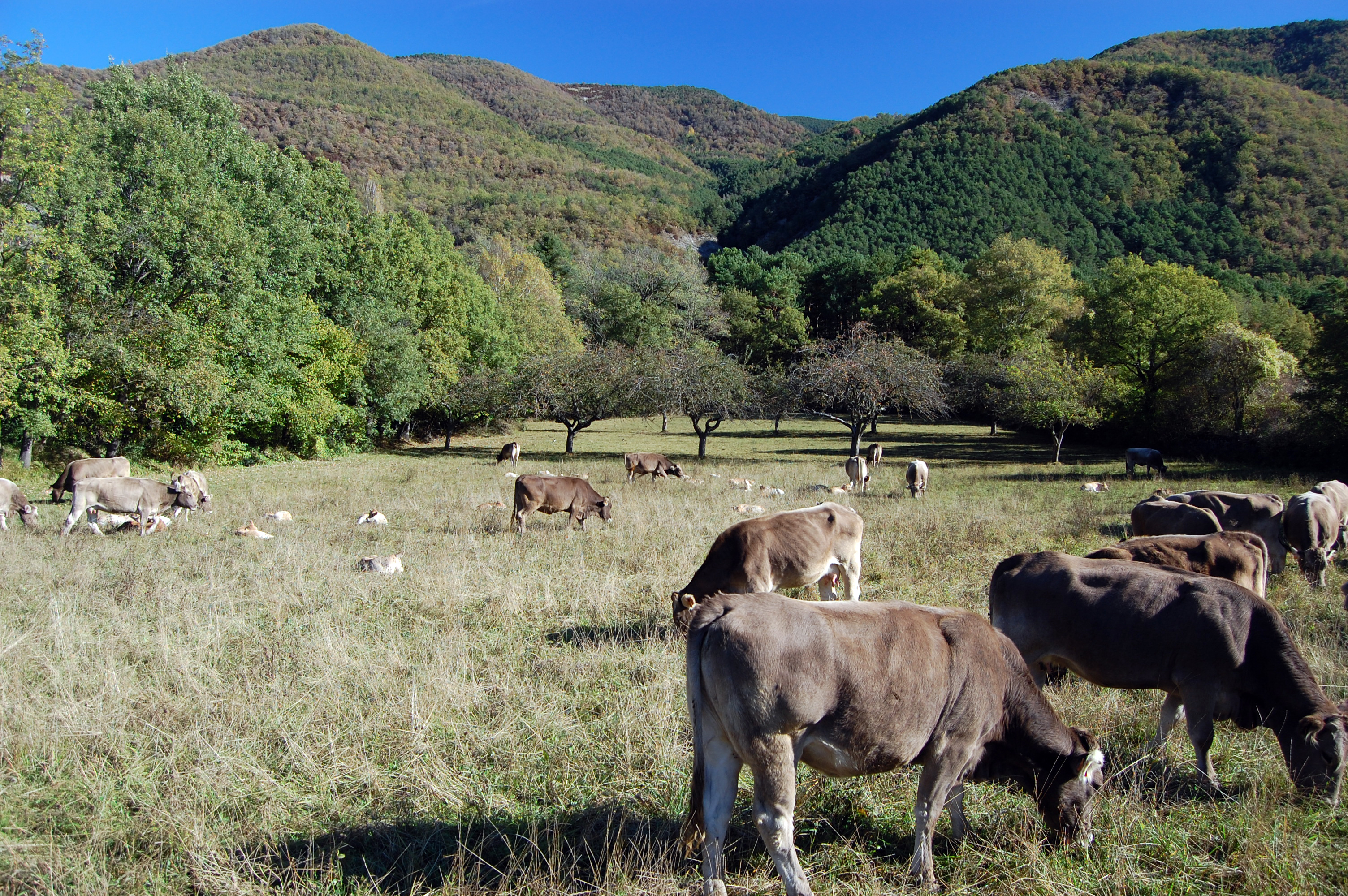
Ganadería en Biescas

Biescas se asienta sobre suelos aluviales y pardo-calizos forestales que permiten tanto una agricultura tradicional como la explotación maderera de montes comunales.
Los cultivos cerealistas y de forrajes apoyan una ganadería de ovino y vacuno para consumo local.
Aunque históricamente la población se ha dedicado a la agricultura, la ganadería y la artesanía, hoy en día Biescas constituye un importante centro turístico, tanto en verano como en invierno.

### Evolución de la deuda viva
El concepto de deuda viva contempla sólo las deudas con cajas y bancos relativas a créditos financieros, valores de renta fija y préstamos o créditos transferidos a terceros, excluyéndose, por tanto, la deuda comercial.
| Gráfica de evolución de la deuda viva del Ayuntamiento entre 2008 y 2023                          |
|                                                                                                   |
| Deuda viva del Ayuntamiento de Biescas, en miles de euros, según datos del Ministerio de Hacienda |

## Administración y política
| Período   | Alcalde                      | Partido |  |
| --------- | ---------------------------- | ------- |  |
| 1979-1983 | José Gracia Nerín            | PSOE    |  |
| 1983-1987 | José María Bara Ibort        | PP      |  |
| 1987-1991 | Agustín Ramón Lacasa         | Ind.    |  |
| 1991-1995 | Ángel Allué Maza             | PSOE    |  |
| 1995-1999 | Luis Sebastián Estaún García | PAR     |  |
| 1999-2003 | Mariano Fañanás Blanc        | PSOE    |  |
| 2003-2007 | Luis Sebastián Estaún García | PAR     |  |
| 2007-2011 | Luis Sebastián Estaún García | PAR     |  |
| 2011-2015 | Luis Sebastián Estaún García | PAR     |  |
| 2015-2019 | Luis Sebastián Estaún García | PAR     |  |
| 2019-2023 | Nuria Pargada Zapater        | PAR     |  |

| Partido político    | Partido político                                   | 1999   | 2003   | 2007   | 2011   | 2015   | 2019   |
| Partido político    | Partido político                                   | Ediles | Ediles | Ediles | Ediles | Ediles | Ediles |
|                     | Partido Aragonés (PAR)                             | 3      | 4      | 4      | 3      | 5      | 4      |
|                     | Partido de los Socialistas de Aragón (PSOE-Aragón) | 3      | 2      | 3      | 3      | 3      | 3      |
|                     | Partido Popular de Aragón (PP)                     | 1      | 2      | 0      | 2      | 1      | 1      |
|                     | Chunta Aragonesista (CHA)                          | 1      | 0      | 1      | 0      | —      | 1      |
|                     | Izquierda Unida (IU)                               | 1      | 1      | 1      | 1      | —      | —      |
| Total de concejales | Total de concejales                                | 9      | 9      | 9      | 9      | 9      | 9      |

## Patrimonio

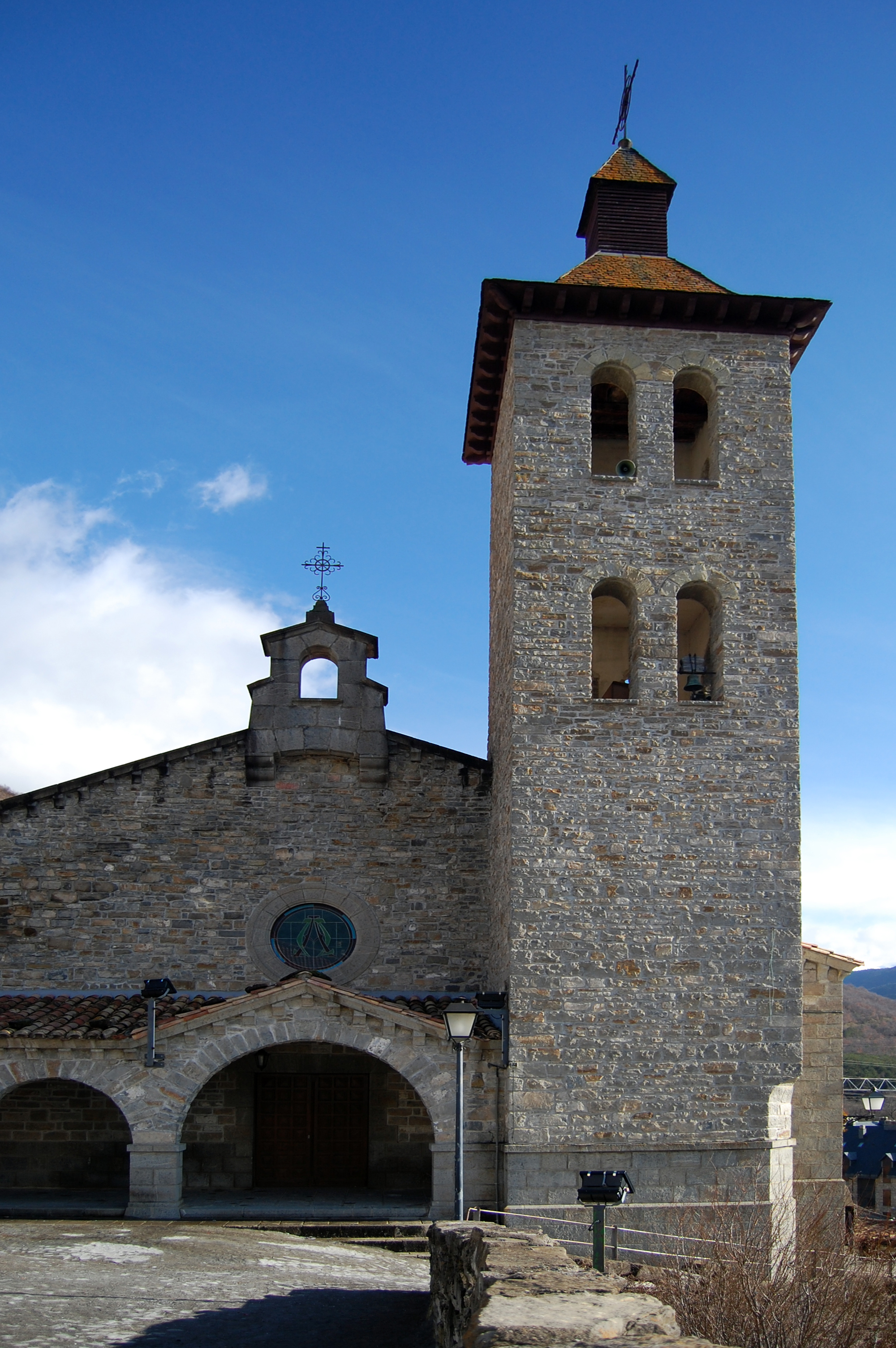
Iglesia de San Salvador, cuya construcción comenzó en torno al 1200

### Arquitectura religiosa
El patrimonio eclesiástico de Biescas está representado por las iglesias de San Pedro y del Salvador, ambas de origen románico y dominando los dos cerros sobre los que se asienta la población.
Aunque parece indiscutible la existencia de una iglesia de románica en el solar de la actual iglesia de San Pedro, el templo actual debió levantarse durante el siglo XIX. Después de la Guerra Civil y la destrucción generalizada, la intervención del Servicio Nacional de Regiones Devastadas confirió a la iglesia su actual aspecto.
La iglesia de San Salvador es un edificio construido alrededor de 1200, reformado en el siglo XVI y también reconstruido tras la Guerra Civil. El templo románico constaba de tres naves, una central y dos laterales, éstas con capillas. La cabecera de la nave central todavía conserva un ábside semicircular y presbiterio.
A escasos 5 km del casco urbano, tomando el PR-HU 78, se alza la Ermita de Santa Elena, obra del siglo XVII edificada en la entrada del Valle de Tena. 
El espacio natural se encuentra sacralizado desde el Neolítico, como lo demuestra el dolmen que se yergue en la pradera. 
También en época romana el lugar continuó siendo centro de culto a las ninfas.
La ermita está construida junto a una fuente intermitente, La Gloriosa, y empotrada su cabecera en una cueva. Consta de una nave con capillas laterales y una cabecera. Esta última se halla bajo tierra.
Las ruinas de otra ermita, la de la Virgen de la Collada, se encuentran en la villa, en el barrio de San Pedro, junto al antiguo camino de Yosa de Sobremonte. La actual fábrica proviene de los siglos XVI-XVII, correspondiendo básicamente a un edificio de planta rectangular con una única nave.

### Arquitectura civil

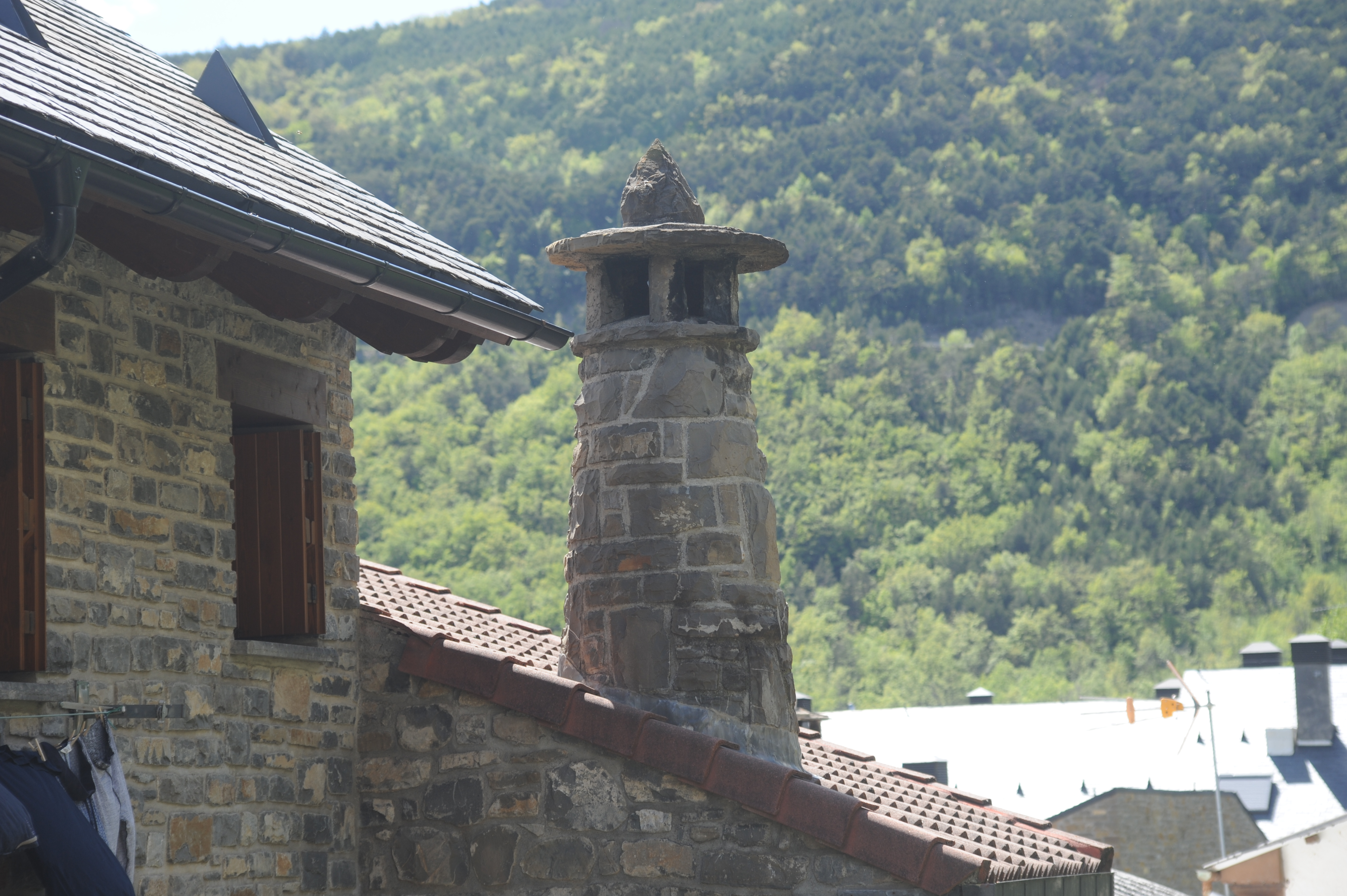
Chimenea típica del Pirineo

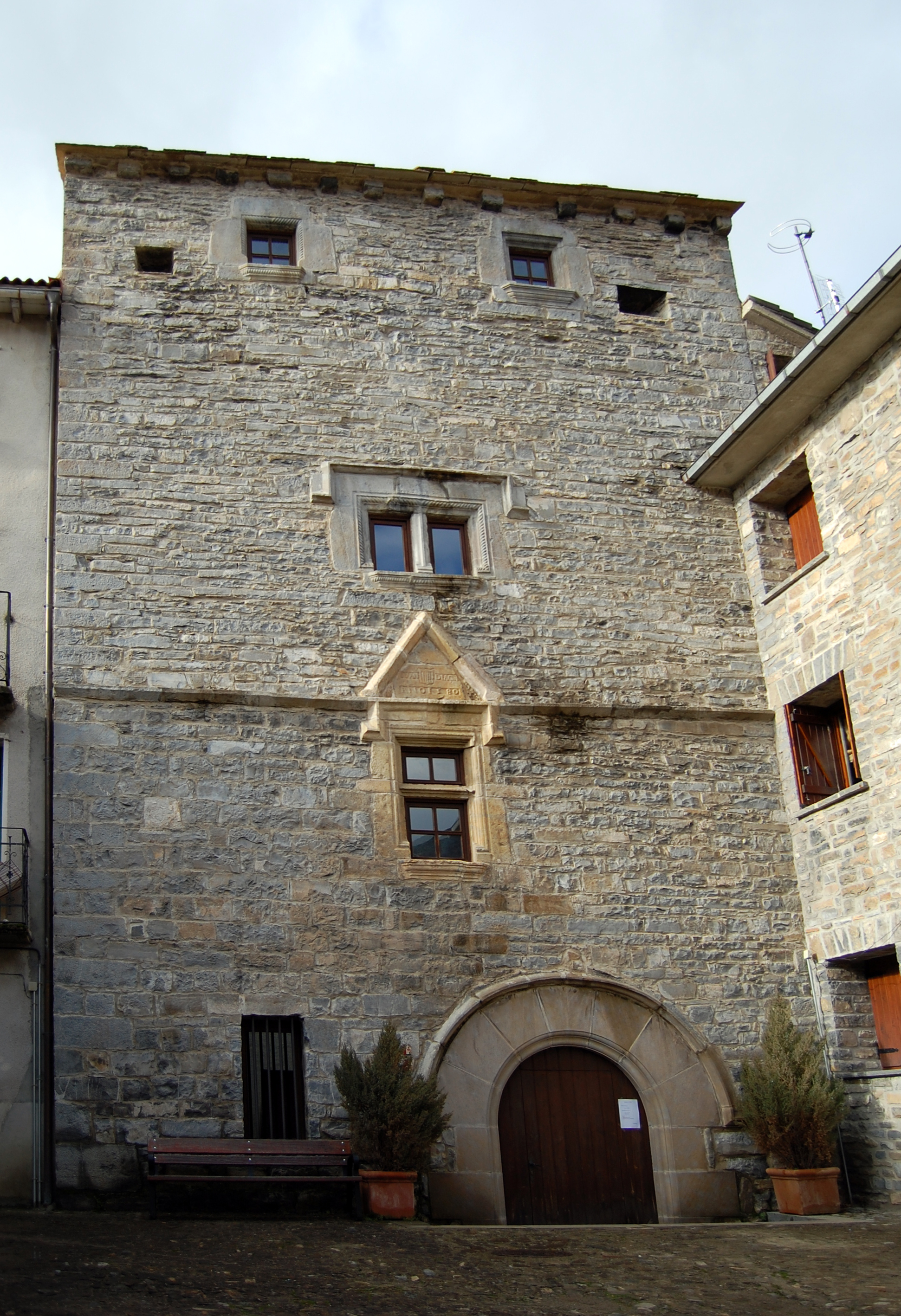
Torraza de los Acín (siglo XVI)

La plaza Mayor y el Ayuntamiento constituyen un conjunto urbano de sabor montañés, además de ser el centro neurálgico de la villa.
Por otra parte, en Biescas se pueden observar buenos ejemplos de arquitectura popular, sobresaliendo sus voladas balconadas y sus chimeneas troncocónicas, siendo este un elemento muy característico de las construcciones tradicionales del pirineo aragonés.
A algunas de ellas se les añade un peculiar elemento protector conocido como «espantabrujas», como en la Casa Pepe Estaún, en cuyo interior existe un centro de interpretación sobre esta tipología defensiva en la comarca.
Una vivienda de especial interés es la Torraza de los Acín, edificio militar de origen medieval, actualmente centro de interpretación sobre el siglo XVI. Esta casa fuerte fue construida en 1580 por el infanzón Juan de Acín, como símbolo de su posición económica y social. Es un edificio de piedra, magnífico representante de la arquitectura popular de su época.
En su sobria fachada destacan la puerta y las ventanas de la primera y segunda planta, mientras que en el último piso las saeteras recuerdan su función defensiva.
En su interior cabe mencionar sus angostas escaleras de piedra y sus techos abovedados, la presencia de dos chimeneas de corte francés y los suelos de cantos rodados dibujando orlas y filigranas.
Una atractiva exposición de carteles ilustrativos, maquetas, objetos y medios audiovisuales, permite retroceder hasta el siglo XVI.
El Fuerte de Santa Elena, situado al otro lado del río Gállego en la carretera que conduce a Francia, fue construido en tiempos de Felipe II. Era una de las fortificaciones que debían defender los pasos fronterizos con el país vecino ante las guerras religiosas que ocasionaron entre 1560 y 1570 la entrada de hugonotes en Aragón y Cataluña. Ampliado en época de Carlos III, fue parcialmente destruido durante la invasión francesa de 1808.

## Fiestas y eventos

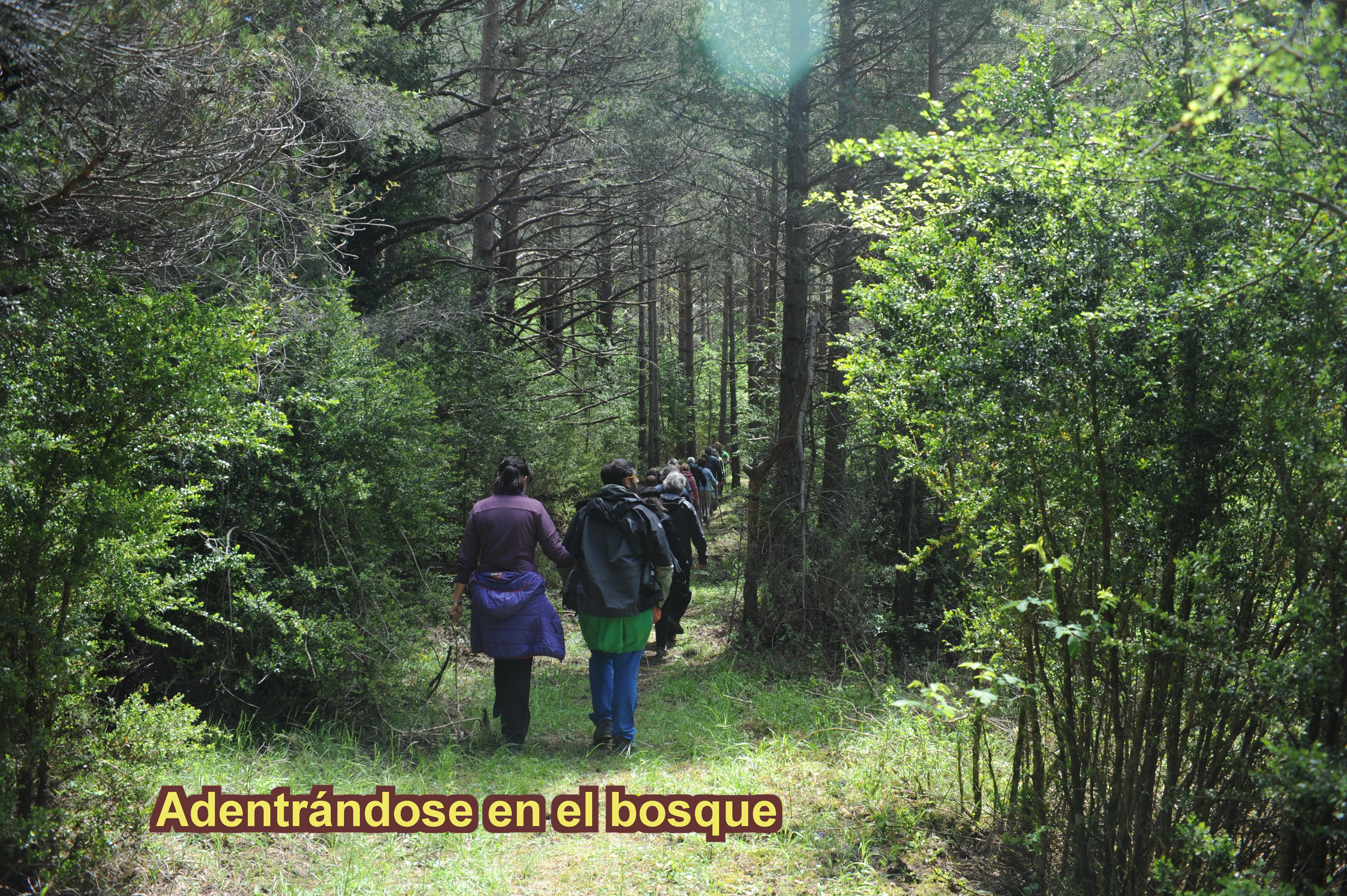
Taller de arboterapia en el bosque de Biescas durante la Feria de la Primavera

- El día de Pentecostés tiene lugar la Romería de las Cruces, que congrega en la ermita de Santa Elena a las Cruces Parroquiales de todos los pueblos del Valle de Tena y de la comarca de Biescas.
- Mayo, Feria de la Primavera: Evento joven, de gran proyección y en constante crecimiento, de carácter hortícola, jardinería, naturaleza, con actividades lúdicas, conferencias y talleres.[14]
- El 13 de junio, romería en honor de San Antonio, patrón de Biescas. En estos días también se desarrolla la cata-concurso y las Jornadas de Quesos de Aragón, cuyo objetivo es potenciar la cultura quesera de la región.
- Del 14 al 18 de agosto, fiestas Patronales en honor de Santa Elena. El tradicional chupinazo del día 14 da paso a unas celebraciones que comienzan con el desfile de carrozas creadas por la gente del pueblo, desarrollándose en jornadas sucesivas verbenas y bailes amenizados por orquestas, y sobre todo, los típicos «toros de fuego».
- El tercer fin de semana de octubre se celebra la feria ganadera, hoy reconvertida en Feria de Otoño. Biescas recibe productores de queso de todos los puntos España y sur de Francia para participar en el famoso concurso que elige el mejor queso a través de un jurado popular.